# LEGO Ninjago: Nindroides
Lego Ninjago: Nindroids es un juego de acción-aventura para la PlayStation Vita y la Nintendo 3DS . Se trata de una secuela de los 2011 títulos de Nintendo DS Lego Battles:. Ninjago, y los dos partidos de la serie son desarrollados por Hellbent Games y co-publicado por TT Games

## Jugabilidad
El juego contiene 30 niveles que constan de rompecabezas y secuencias de batalla.

## Argumento
El juego seguirá la misma historia que la tercera temporada de la serie animada de televisión Lego Ninjago: Masters of Spinjitzu. En el juego, el jugador asume el papel de un Maestro Spinjitsu y se encarga de la defensa de la Nueva Ninjago Ciudad del ejército enemigo Nindroid mal de Overlord.
El juego incluirá nuevos personajes y villanos, así como personajes de la serie de televisión que incluye Nya, Sensei Garmadon, Samurái X, y P.I.X.A.L..

## Desarrollo
El primer juego de la serie Ninjago, Lego Battles: Ninjago, alcanzó unas ventas en todo el mundo un total de más de dos millones de unidades Debido en parte a las importantes ventas del primer juego, una secuela titulada Lego Ninjago: Nindroids fue anunciado el 24 de marzo de 2014, lo que es el segundo videojuego de basarse en la línea de Lego Ninjago de conjuntos de juego. el anuncio del juego también viene tras el éxito de la 2014 película de teatro The Lego Movie. En 02 2014, también hubo informes de Warner Bros, debatiendo si greenlight una película de Lego Ninjago, o mantenerse a distancia de uno hasta después del lanzamiento de The Lego Movie 2 en el momento del anuncio del juego, el editor no especificó ninguna información sobre la fecha de lanzamiento oficial, pero Nintendolife informó que el juego verá el lanzamiento en el verano de 2014.